# Řečany nad Labem
Řečany nad Labem é uma comuna checa localizada na região de Pardubice, distrito de Pardubice.